# غيجدفان
غيجدفان ((بالأوزبكية: Gʻijduvon, Ғиждувон)‏‎، (بالطاجيكية: Гиждувон)‏، (بالروسية: Гиждуван)‏) هي مدينة في ولاية بخارى بأوزبكستان وعاصمة مقاطعة غيجدفان (تومان). كان عدد سكانها 16000 في عام 1970.

## التاريخ
إحدى المدارس الثلاث التي بناها أولوغ بيك هي في غيجدفان (المدارس الأخرى في سمرقند وبخارى). كما يقع قبر الفيلسوف البارز في آسيا الوسطى عبدوليك غيجدوفاني في مدينة غيجدفان.
من الناحية التاريخية، يتم استخدام غيجدفان لتكون مركزًا تعليميًا ودينيًا وثقافيًا في غيجدفان والمنطقة. ومع ذلك، ابتداءً من الثلاثينيات أصبح السكان علمانيين بشكل متزايد واليوم يلعب الدين دورًا بسيطًا للغاية في الحياة اليومية. غيجدفان الحديثة هي مركز تجاري ليس فقط لمنطقة غيجدفان ولكن أيضًا للمناطق المجاورة.
لا يزال هناك في غيجدفان مدرسة ذات بوابة سامية بناها أولوغ بيك

## أطباق
تشتهر غيجدفان بمطبخها المحلي وتشتهر بأفضل تقنيات السمك المقلي والشاشليك . الشاشليك هو لحم البقر أو الضأن منقع بين عشية وضحاها والمشوي على أسياخ. تقوم العديد من المطاعم الأخرى في البلاد، بما في ذلك تلك الموجودة في العاصمة طشقند بنسخ تقنية قلي الأسماك في غيجدفان. الفرق الرئيسي هو أنه في غيجدفان ينزعون أشواك الأسماك قبل قليها بينما في بقية البلاد لا يتم التخلص من الأشواك.
تشتهر البلدة أيضًا بالأكلات الأوزبكية التقليدية مثل الحلاوة الطحينية والحلويات وغيرها. يتفق الكثيرون على أن غيجدفان كانت قادرة على زراعة المزيد من المأكولات الراقية مقارنة بأجزاء أخرى من البلاد لأنها واحدة من أقدم المناطق المأهولة بالسكان في آسيا الوسطى. بخارى، خامس أكبر مدينة في أوزبكستان، حوالي 40 على بعد كيلومترات من تلك المدينة التي كانت مأهولة بالسكان منذ خمسة آلاف عام على الأقل، ويعتقد أن غيجدفان تقع في نفس المناطق طالما كان عمرها معنيًا بها.

## حضارة
اللغات المستخدمة في غيجدفان هي الأوزبكية والطاجيكية والروسية. على الرغم من أن غالبية السكان يعرّفون أنفسهم إثنيًا بالأوزبك، إلا أن بعض الأسر الأكبر سناً في المدينة تتحدث الطاجيكية في المنزل.كانت المدينة تضم أقلية يهودية كبيرة انتقلت إلى إسرائيل والولايات المتحدة بعد سقوط الاتحاد السوفيتي عندما كانت الظروف الاقتصادية صعبة.
أهم الرياضات هي كرة القدم.
يوجد في المدينة مدارس ثانوية، عدد قليل من المدارس المهنية، كلية الطب، المستشفيات. ليس لدى غيجدفان مؤسسات تعليمية عالية، لذا فمن أجل الالتحاق بالجامعات، يسافر السكان إلى بخارى أو سمرقند أو طشقند أو غيرها من المدن الكبرى.

## صناعة
تقع غيجدفان في منطقة زراعة القطن المروية في أوزبكستان بين وادي نهر زرافشان وقناة شمولي. يوجد في البلدة مصنع لمعالجة القطن يقوم بإعداد القطن الذي يزرعه المزارعون في المنطقة للتصدير. تتراجع أهمية القطن في الاقتصاد الأوزبكي بشكل مستمر منذ الاستقلال في عام 1991، وهذا هو السبب وراء تنويع غيجدفان والمنطقة في تنويع اقتصادها وانتقال زراعتها من القطن وتتفرع إلى زراعة الخضروات والفواكه. بعض قطاعات الاقتصاد مثل النقل في ارتفاع أيضا. الطريق السريع M34 يربط غيجدفان بأجزاء أخرى من البلاد بما في ذلك بخارى وسمرقند وطشقند.
تاريخيا، كانت المدينة مشهورة بتجارها الدؤوبين الذين سافروا إلى مراكز تجارية أخرى أكبر وجلبوا مختلف السلع إلى السوق المحلية. يبدو أنها تدعم هذه السمعة حتى يومنا هذا. يسافر رجال الأعمال المحليون إلى الصين وروسيا ودول البلطيق وتركيا وإيران لشراء السلع بالجملة وإحضار تلك البضائع إلى غيجدفان. في هذه الأيام، يأتي المتسوقون من المناطق النائية إلى غيجدفان للقيام بأي نوع من أنواع التسوق بما في ذلك البقالة، وأنواع مختلفة من اللوازم، والأجهزة المنزلية والإلكترونيات، وقطع غيار السيارات، والملابس، إلخ. تمتلك غيجدفان سوقًا للبيع بالكامل حيث يقوم التجار من المناطق المحيطة بشراء لوازمهم وبيعها في متاجرهم في المناطق الريفية. تدير المدينة سوقًا للماشية أيضًا حيث يمكن للمزارعين شراء وبيع ماشيتهم.
يلعب الحرفيون في غيجدفان دورًا مهمًا في الاقتصاد المحلي وعملهم عامل جذب رئيسي للسياح. تتميز المدينة بأسلوب مميز من الفخار والذي يتم تعريفه من خلال تطبيق لون فريد من الفيروز المزرق على الفخار. بعض الشخصيات البارزة، بما في ذلك الأمير تشارلز وأمير ويلز وهيلاري كلينتون، توجهوا إلى غيجدفان لمشاهدة أعمال الحرفيين المحليين.